# Bradysia microspina
Bradysia microspina är en tvåvingeart som beskrevs av Werner Mohrig och Nina Krivosheina 1989. Bradysia microspina ingår i släktet Bradysia och familjen sorgmyggor.
Artens utbredningsområde är Tadzjikistan. Inga underarter finns listade i Catalogue of Life.